# ایستگاه مبدل اچ‌وی‌دی‌سی

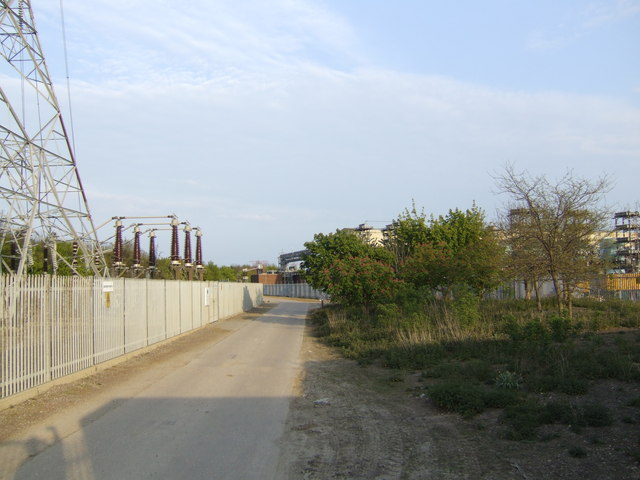
ایستگاه مبدل اچ‌وی‌دی‌سی

ایستگاه مبدل اچ‌وی‌دی‌سی (انگلیسی: HVDC converter station) نوع ویژهٔ پست برق که در خط انتقال فشارقوی جریان مستقیم به‌کار می‌رود. آن جریان مستقیم را تبدیل به جریان متناوب می‌کند.